# Condado de Torre Alegre
El condado de Torre Alegre es un título nobiliario español creado por Real despacho el 7 de diciembre de 1779 por el rey Carlos III, a favor de Francisco Antonio de Llano y Sanginés, Fue un importante empresario naviero radicado principalmente en Cádiz, que comerció con sus navíos ente España y Buenos Aires (Argentina). Fue también capitán de carabineros del regimiento de caballería provincial de Buenos Aires.
Francisco Antonio de Llano y Sanginés, era hijo de Lucas de Llano y Arce y de Catalina Sanginés y Soriano, naturales todos ellos del concejo de San Pedro de Galdames en Vizcaya.
Este título fue rehabilitado, en 1922, por el rey Alfonso XIII a favor de Rogelio de Madariaga y Castro, como tercer conde de Torre Alegre.

## Condes de Torre Alegre
|                                 | Titular                                        | Periodo                 |
| Creación por Carlos III         | Creación por Carlos III                        | Creación por Carlos III |
| ------------------------------- | ---------------------------------------------- | ----------------------- |
| I                               | Francisco Antonio de Llano y Sanginés          | 1779-1780               |
| II                              | Petronila de Llano y Fernández                 | 1780-1813               |
| Rehabilitación por Alfonso XIII |                                                |                         |
| III                             | Rogelio de Madariaga y Castro                  | 1922                    |
| IV                              | María de los Dolores de Madariaga y Pérez-Gros | 1959-1986               |
| Rehabilitación por Felipe VI    |                                                |                         |
| V                               | José Hernández Maraver                         | 2022-actual titular     |

## Historia de los condes de Torre Alegre
- Francisco Antonio de Llano y Sanginés, I conde de Torre Alegre.

Casó, el 7 de junio de 1753, con María Francisca Fernández y Justiniano. Le sucedió su hija:
- Petronila de Llano y Fernández (1756-1813), II condesa de Torre Alegre.

Casó con Felipe Juan de Madariaga y Arzueta, II marqués de Casa Alta, con descendientes que siguieron usando el título de marqués de Casa Alta, pero no así el de conde de Torre Alegre.
Rehabilitado en 1922 por
- Rogelio de Madariaga y Castro, III conde de Torre Alegre.

Casó con Obdulia Pérez Gros. Le sucedió su hija:
- María de los Dolores de Madariaga y Pérez-Gros, IV condesa de Torre Alegre.[1] Revocado en 1986.[5]

Casó con Emilio Hernández Hertogs.
Rehabilitado en 2022
- José Hernández Maraver, V conde de Torre Alegre.[6]